# Sopwith 1½ Strutter
O Sopwith 1½ Strutter foi um avião biplano de um ou dois lugares de propósito geral da Primeira Guerra Mundial. Ele foi o primeiro caça de dois lugares com tiro sincronizado significante da aviação britânica. Ele recebeu a denominação de "1 ¹/² Strutter" por causa do escalonamento ascendente de suas asas que possuíam um sustentador da asa superior longo e outro curto.

## Operadores
Militares
- Afeganistão
- Austrália
- Bélgica
- Brasil
- Estados Unidos
- Estónia
- França
- Grécia
- Japão
- Letônia
- Lituânia
- México
- Países Baixos
- Polónia
- Reino Unido
- Roménia
- Rússia
- Ucrânia
- União Soviética

Civis
- Argentina
- França
- Japão
- Reino Unido
- Suécia
- Suíça